# Philip Tannura
Philip J. Tannura, auch kurz Phil Tannura, (* 28. März 1897 in New York City, Vereinigte Staaten; † 7. Dezember 1973 in Beverly Hills, Kalifornien) war ein US-amerikanischer Kinderdarsteller und Kameramann mit einigen Abstechern zur Film- und Fernsehregie.

## Leben und Wirken
Tannura hatte bereits seit 1909 als Kinderdarsteller auf New Yorker Bühnen gestanden, ab 1911 sind auch Filmauftritte nachzuweisen. Seine ersten Schritte hinter der Kamera unternahm der gebürtige New Yorker als Standfotograf, anschließend (1917) wurde er als Kameramann für kurze Produktionen der Thomas A. Edison Inc. eingestellt. Im Ersten Weltkrieg zog man Tannura zum United States Army Signal Corps ein. Es folgten Verpflichtungen bei mehreren Produktionsfirmen, zunächst an der Ostküste, später auch in Hollywood. Verpflichtungen führten ihn bis zum Zweiten Weltkrieg nach Frankreich und vor allem nach England.
Seit Mitte der 1920er Jahre fotografierte Phil Tannura regelmäßig abendfüllende Kinofilme – nahezu durchgehend leichtgewichtige Unterhaltung ohne jeglichen künstlerischen oder filmhistorischen Wert. Lediglich seine Abstecher nach London in den 1930er Jahren, wo er mit kontinentaleuropäischen Künstlern wie Leontine Sagan (Men of Tomorrow), René Clair (Gewagtes Spiel) und Paul Czinner (Träumende Augen) arbeiten durfte, brachten anspruchsvollere Aufgaben. Kurz nach Kriegsausbruch 1939 wieder zurück in den Staaten, wurde Tannura erneut nahezu ausschließlich mit B-Filmmassenware bedacht; mitunter stand er bei weit über einem Dutzend dieser Filmchen hinter der Kamera. Lediglich der Rita-Hayworth-Film Reich wirst du nie (1941) besaß überdurchschnittliches Niveau.
Mit Beginn der 1950er Jahre verlagerte Philip Tannura sein Betätigungsfeld in Richtung Fernsehen. Hier betreute er kameratechnisch durchgehend Serienprodukte; zuletzt fotografierte er auch die in Deutschland populäre Familienunterhaltung Lieber Onkel Bill. Anschließend zog sich Phil Tannura im Alter von 70 Jahren aufs Altenteil zurück. Sporadisch, vor allem 1929/30, führte Tannura auch Regie bei (Kurzton-)Filmen.

## Filmografie (Auswahl)
als Schauspieler (Kurzfilme):
- 1911: Bob and Rowdy
- 1912: The Stolen Nickel
- 1912: Rowdy and his New Pal
- 1913: Tea and Toast
- 1913: Starved Out
- 1913: Boy Wanted

als Kameramann (bis 1951 Kino, anschließend TV-Serien; kleine Auswahl):
- 1917: The Little Chevalier
- 1918: The Unbeliever
- 1924: Cyclone Buddy
- 1926: Sweet Adeline
- 1927: When a Dog Loves
- 1927: Jake the Plumber
- 1928: Her Summer Hero
- 1928: The Matinee Idol
- 1928: Taxi 13
- 1928: The Circus Kid
- 1929: Mother’s Boy
- 1929: Lucky in Love
- 1931: Die Nacht der Entscheidung
- 1931: Generalen
- 1932: Service for Ladies
- 1932: Ebb Tide
- 1932: Men of Tomorrow
- 1933: Channel Crossing
- 1934: Lady in Danger
- 1934: Dirty Work
- 1934: Wild Boy
- 1935: Fighting Stock
- 1935: Stormy Weather
- 1935: Moscow Nights
- 1935: Charing Cross Road
- 1936: Wolf’s Clothing
- 1936: Southern Roses
- 1936: Dishonour Bright
- 1937: For Valour
- 1937: Make-Up
- 1937: …heute Abend – Hotel Ritz (Dinner at the Ritz)
- 1938: Gewagtes Spiel (Break the News)
- 1939: Träumende Augen (Stolen Life)
- 1939: Hell’s Cargo
- 1939: Poison Pen
- 1940: Dreaming Out Loud
- 1941: Reich wirst du nie (You’ll Never Get Rich)
- 1941: The Return of Daniel Boone
- 1941: Tillie the Toiler
- 1942: Counter-Espionage
- 1942: Two Yanks in Trinidad
- 1942: Hello, Annapolis
- 1942: Parachute Nurse
- 1942: Lucky Legs
- 1943: Good Luck, Mr. Yates
- 1943: Redhead From Manhattan
- 1943: Footlight Glamour
- 1944: The Town Went Wild
- 1944: Knickerbocker Holiday
- 1945: Stimme aus dem Jenseits (Strange Illusion)
- 1945: Prison Ship
- 1946: Night Editor
- 1946: Mysterious Intruder
- 1946: Just Before Dawn
- 1946: The Return of Rusty
- 1946: Blondie Knows Best
- 1947: Key Witness
- 1947: The Millerson Case
- 1948: The Babe Ruth Story
- 1948: Die Rückkehr des Whistler (The Return of the Whistler)
- 1949: Shamrock Hill
- 1949: Bodyhold
- 1950: The Flying Saucer
- 1950: Customs Agent
- 1950: Gangster von Chicago (Hi-Jacked)
- 1951: Flame of Stamboul
- 1951: China Corsair (letzter Kinofilm)
- 1950–56: The George Burns and Gracie Allen Show (erste TV-Serienarbeit)
- 1952: Chevron Theatre
- 1953–61: The Jack Benny Program
- 1961–62: Shannon klärt auf (Shannon)
- 1966–67: Lieber Onkel Bill (Family Affair)

als Regisseur (komplett):
- 1929: Wednesday Night at the Ritz (Kurzfilm)
- 1929: Fancy That (Kurzfilm)
- 1929: Haunted; or, Who Killed the Cat? (Kurzfilm)
- 1930: His Birthday Suit (Kurzfilm)
- 1930: Crosby’s Corners (Kurzfilm)
- 1930: Rubeville Night Club (Kurzfilm)
- 1947: Glamour Town (Dokumentarkurzfilm)
- 1962: Saints and Sinners (eine Folge der TV-Serie Shannon klärt auf)